# Salto nel buio (film)
Salto nel buio (Innerspace) è un film del 1987 diretto da Joe Dante e prodotto da Steven Spielberg, ispirato al romanzo Viaggio allucinante di Isaac Asimov e al film omonimo del 1966 (dalla cui sceneggiatura era stato tratto il romanzo). Ha vinto un premio Oscar per i migliori effetti speciali.

## Trama
Un esperimento scientifico porta il tenente Tuck Pendleton e la sua navicella a essere miniaturizzati e caricati all'interno di una siringa. La sua missione è essere iniettato in un coniglio per studiarne l'anatomia dall'interno, connettendosi ai suoi occhi e alle sue orecchie per percepire la realtà esterna. All'inizio dell'esperimento, però, l'irruzione in laboratorio da parte di alcuni criminali, intenzionati a rubare i microchip che consentono la miniaturizzazione, ha come risultato che il tenente Pendleton viene iniettato all'interno di una persona inconsapevole, Jack Putter, un uomo timido, imbranato e ipocondriaco. Tuck, pensando di trovarsi nel coniglio, inizia l'esperimento, ma appena connesso ai sensi di Jack capisce quanto è accaduto. Jack, dal canto suo, pensa dapprima di essere impazzito e che la voce che sente sia solo nel suo cervello, ma poi comprende la situazione e pur con i suoi limiti prova ad aiutare Pendleton: se il tenente non uscirà dal suo corpo entro 72 ore, la scorta di ossigeno nella sua navicella si esaurirà ed egli morirà asfissiato. Guidato dal suo ospite, Jack prende contatto con Lydia Maxwell, una giovane e spigliata giornalista, reduce da una relazione con Pendleton conclusasi in modo burrascoso qualche mese prima. I due si lanciano insieme sulle tracce dell'organizzazione criminale che ha trafugato il microchip necessario per reingrandire la navicella; ora la medesima organizzazione criminale è alla ricerca di Putter, per estirpare la piccola astronave dal suo corpo e recuperare così il secondo chip, quello che consente la miniaturizzazione. Tra inseguimenti, trasformazioni facciali e sparatorie, Jack si invaghisce di Lydia, nonostante lei sia ancora innamorata di Tuck. Il finale è rocambolesco, con il tenente che deve combattere (sempre all'interno del corpo di Putter) un'altra capsula introdotta dentro Jack e pilotata dal pericoloso Mr. Igoe, un killer dotato di una potente mano artificiale. Un provvidenziale starnuto farà uscire dal corpo di Putter la piccola astronave pochi attimi prima che sia troppo tardi. Nella scena finale, con Tuck e Lydia sposi, un Jack ormai sicuro di sé e pieno di spirito avventuroso si accorge che i criminali, anche se ridotti alla metà delle loro normali dimensioni, sono sulle tracce degli sposi novelli e non esita a lanciarsi al loro inseguimento.

## Produzione
È stato, insieme a RoboCop, tra i primi film con la colonna sonora registrata in Dolby SR, una tecnologia analogica che permette la riduzione del rumore di fondo e l'aumento del rapporto segnale/rumore quasi equivalenti alla successiva tecnologia digitale.

### Riprese
Le riprese del film si svolsero dal 28 luglio 1986 al 22 ottobre 1986.
Alcune scene sull'inseguimento del dottor Ozzie Wexler vennero girate a Los Angeles, al livello dell'intersezione fra Hayvenhurst Avenue e Plummer Street ed il canale fluviario sottostante, stesso luogo dove negli anni successivi verranno realizzate alcune scene del film Terminator 2 - Il giorno del giudizio.
Nella scena dell'iniezione al centro commerciale sono state utilizzate due differenti location: il Northridge Mall di Los Angeles e la Sherman Oaks Gallery.
Le scene dell'appartamento di Tuck Pendleton vennero girate al 391 Filbert Street di San Francisco.
La scena finale del matrimonio venne girata presso la Wayfarer's Chapel di Rancho Palos Verdes, California.

## Distribuzione
Il film è uscito Italia al cinema venerdì 18 dicembre 1987, distribuito dalla Warner Bros. Italia.

## Riconoscimenti
- 1988 - Premio Oscar
  - Oscar per i migliori effetti speciali